# Kloster Gerbstedt

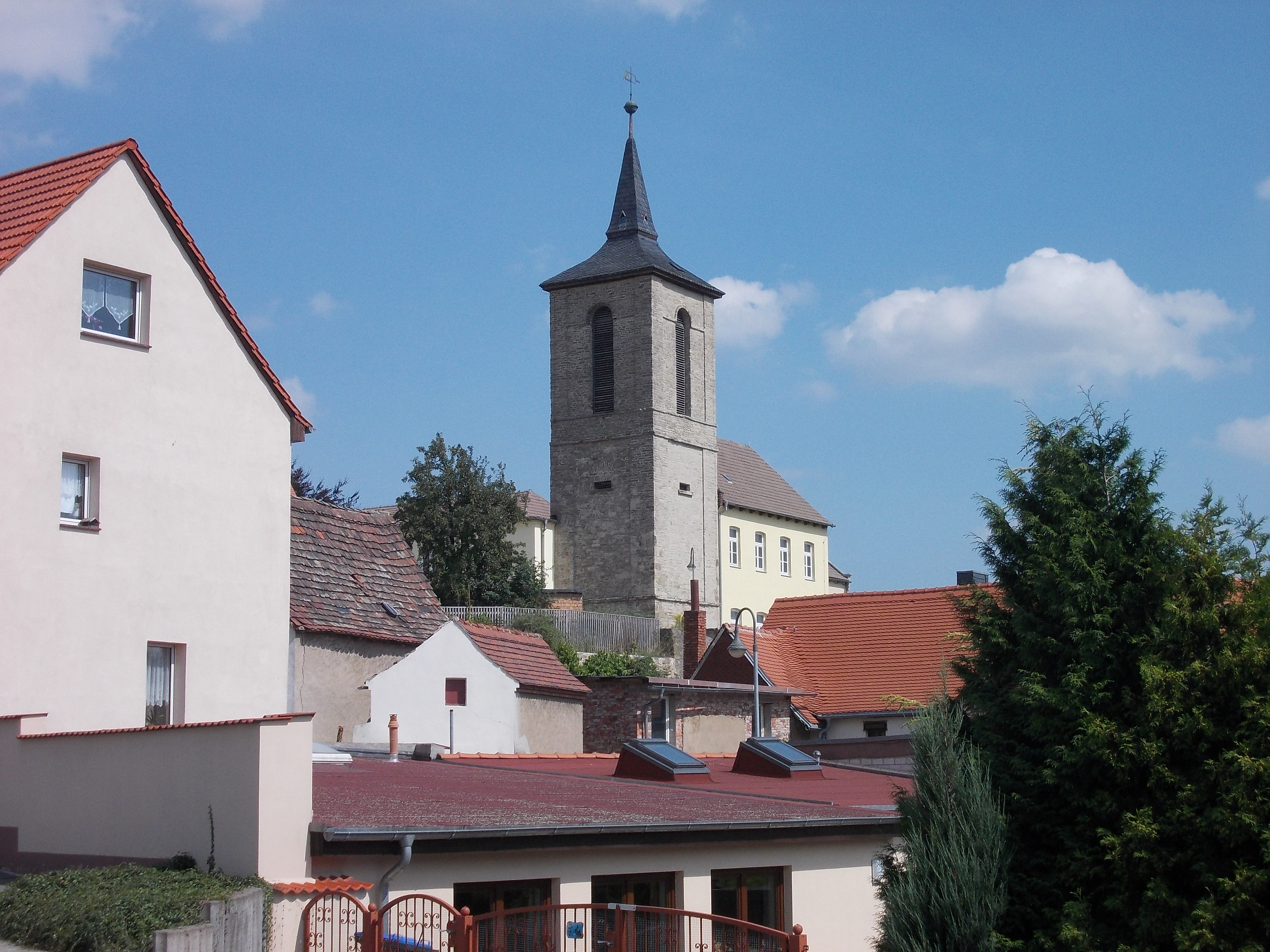
An der Stelle des ehemaligen Klosters steht heute ein Glockenturm.

Das Kloster Gerbstedt ist ein untergegangenes Benediktinerinnenkloster in der heutigen Stadt Gerbstedt im Landkreis Mansfeld-Südharz in Sachsen-Anhalt, Deutschland. Das älteste Kloster im Mansfelder Land wurde im Jahre 981 gegründet und bestand fast 600 Jahre lang, bis es als letztes Kloster der Grafschaft Mansfeld im Jahr 1574 säkularisiert wurde.

## Lage des Klosters und Gebäude
Das Kloster befand sich inmitten von Gerbstedt, unmittelbar südöstlich des heutigen Marktplatzes. Das sogenannte Klostergerbstedt war aber durch Mauern von Altgerbstedt und Obergerbstedt abgetrennt. Der Klosterbereich lag auf einer Hochfläche, die im Süden und Nordosten von zwei zusammenführenden Feldmulden begrenzt ist. Das Areal beherbergte eine doppeltürmige und dreischiffige romanische Basilika aus dem 10. Jahrhundert, die dem heiligen Johannes der Täufer geweiht war. Weitere Gebäude waren u. a. ein größeres Gebäude mit Versammlungsräumen quer zur Basilika und ein Wohnhaus der Nonnen.

## Geschichte

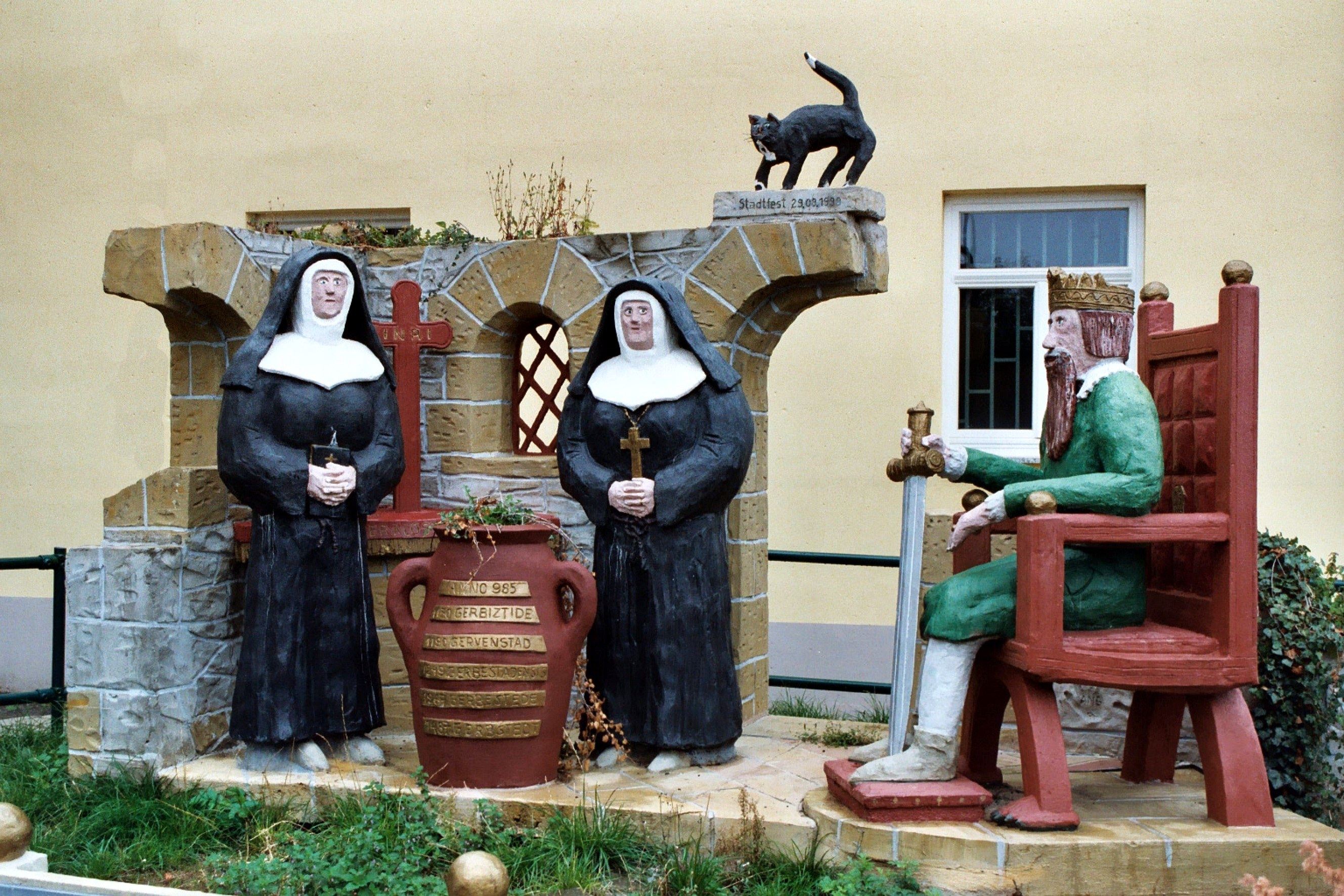
Skulptur am Schulplatz in Gerbstedt zur Erinnerung an die Klostergründung

Das Kloster wurde im Jahre 981 oder 985 vom Markgrafen Rikdag als Augustinerinnenkloster auf seinem Eigenbesitz gegründet. Nachdem er kurz darauf verstarb und die Vollendung des Baus nicht mehr erlebt hatte, wurde seine Schwester Eilswitt die erste Äbtissin des Kanonissenstifts. Sie stand 24 Nonnen vor. Als dritter Gründer gilt Dietrich I., Stammherr der Wettiner und vermutlich Verwandter der beiden, an dessen Enkel (Dietrich I. (Lausitz)) das Kloster im Jahr 1014 schließlich fiel.
In den Jahren 1062 bis 1072 wurde es zeitweise ein Eigenkloster des Bischofs von Münster Friedrich von Wettin und war daher dem Bistum Münster unterstellt. Das Stift bestand bis in das 3. Viertel des 11. Jahrhunderts. Danach gab es zahlreiche Wirrungen, da Friedrichs Nachfolger Erpho etliche Klostergüter verschenkte und nur auf Druck der Wettiner zurückgab, Erpos Nachfolger Burchard gar die Mehrzahl der Nonnen vertrieb und nur jene vier bleiben ließ, die ihm wohlgesonnen waren. Auch verhinderte Burchard die Wahl einer neuen Äbtissin. Erst mit seinem Tod im Jahr 1118 konnten die Verhältnisse wieder geregelt werden. Die Grafen von Wettin wurden die Schirmvögte des Klosters und bekamen dafür vom Kloster genau geregelte Naturalien als Gegenleistung. Zudem saßen sie dreimal im Jahr dem Gericht vor. Der junge Markgraf Konrad von Meißen gilt somit als derjenige, der das Kloster neu fundierte, da er es als Benediktinerinnenkloster neu begründet und reformiert hat.
Zeitweise wurden die Wettiner im Kloster bestattet, doch als Hauskloster wurde es im 12. Jahrhundert (wohl ab 1124) vom Augustiner-Chorherrenstift Petersberg abgelöst. Als Graf Hoyer II. von Mansfeld im Jahr 1146 dieser Anweisung entgegen die Frau von Konrad von Meißen in Gerbstedt bestattete, ließ Konrad diese zum Petersberg umbetten, sobald er von seiner Pilgerreise zurückkehrte. Mehrfach traten Pröpste von Gerbstedt im späten 12. Jahrhundert (1192, 1197) als Streitschlichter in Erscheinung. Zudem erlangte das Kloster im Jahr 1197 den Zehnt von einem Weinberg bei Rothenburg mit dem Recht, diesen auf eigens angelegten Weinbergen zu erheben. Unter den Nonnen und Äbtissinnen fanden sich neben allein sechs Nachkommen Konrads, aber auch Adlige aus ferneren Gegenden, etwa Agneta, eine Tochter des Herzogs von Böhmen, im Jahr 1171 oder Bertha, eine Tochter des Markgrafen Berthold III. von Istrien (Graf von Andechs). Gräfin Bertha von Andechs ist als Äbtissin frühestens um 1205 anzusetzen (Geburt nach 1176), 1249 wird sie letztmals erwähnt. Im Jahr 1225 gelangten die Grafen von Mansfeld in den Besitz der Vogteirechte des Klosters, die diese zeitweise weiter verliehen. Das führte zu neuen Verwirrungen, denn mehrfach wurden Güter verteilt und verkauft, so dass mehrere Päpste (Honorius III. 1225, Alexander IV. 1259, Clemens IV. 1265, Nikolaus IV. 1290) Schutzbriefe ausstellen bzw. intervenieren mussten. Im Jahr 1285 wurden mehrere Edle durch Volrad von Kranichfeld, Bischof von Halberstadt, exkommuniziert, nachdem sie gewalttätig in das Kloster Gerbstedt eingedrungen waren und einen gewissen Gottfried tödlich verletzten. Im Jahr 1290 wurde dem Kloster 40-tägiger Ablass gewährt. Auch die Bischöfe von Münster mussten mehrfach (1277, 1325) für den Erhalt ihres Anteils kämpfen, im 15. Jahrhundert ging dieser Kampf aber verloren und die Äbtissin musste ihnen fortan keinen Lehnseid mehr leisten.
In der Bestätigungsurkunde der Stiftung aus dem zweiten oder dritten Viertel des 12. Jahrhunderts heißt es, das Kloster besitze Reliquien des Schutzheiligen. In den darauf folgenden Jahrhunderten erlangte das Kloster einen reichen Besitz in den damaligen umliegenden Dörfern. Dieser reichte im Osten bis über die Saale hinweg nach Domnitz, wo ein Klosterhof besessen wurde. Auch auf Gerbstedt selbst hatte das Kloster Einfluss. So genehmigte es im Jahr 1438 dem Rat der Stadt, eine Peter-Paul-Kapelle in Marktgerbstedt zu erbauen. In der Blütezeit des Klosters lebten hier bis zu 120 Nonnen. Im frühen 16. Jahrhundert wurde versucht, das durch zahlreiche Zugriffe verarmte Kloster zu reformieren, was scheinbar gelang. Der Prozess dazu begann im Jahr 1506 und ging vom Kloster Neu-Helfta aus. Dieses soll von Johannes Busch, damals Propst vom Kloster Neuwerk (Halle), beauftragt worden sein. Im Jahr 1516 erhielt das Kloster einen 140-tägigen Ablass durch den Magdeburger Erzbischof Albrecht.

## Schicksal nach der Reformation
Nach der durch seinen Thesenanschlag durch Martin Luther eingeleiteten Reformation im Jahre 1517 konnte das Kloster Gerbstedt seine Traditionen und seinen Besitz noch lange halten. Drei Jahre später klagte man über das Fehlen eines Propstes, der das Gesinde kontrolliere. Während des Bauernaufstandes von 1525 wurde das Kloster zwar in Mitleidenschaft gezogen, die Nonnen konnten jedoch vergleichsweise leicht wieder zurückkehren. Man hatte zuvor 2.000 Gulden gezahlt, um dies zu verhindern. In der Folge mussten sie sich häufig gegen Anmaßungen wehren. Im Jahr 1541 kamen Klostergut und Kloster an die Grafen von Mansfeld-Friedeburg, das Klostergut 1541 an die Stadt Halle und 1660 an Otto von Plotho. Im Jahr 1558 musste der Magdeburger Erzbischof Sigismund intervenieren, um eine Auflösung zu verhindern. Im Jahre 1561 wurden die 40 Nonnen des Klosters von den Grafen Hans Georg und Peter Ernst von Mansfeld aufgefordert, vom katholischen Glauben abzukehren, die Reformation umzusetzen und das Kloster in eine gemeine landtschule für Mädchen umzuwandeln, was zu umfangreicher Korrespondenz mit dem Erzbischof von Magdeburg und dem Kaiser Ferdinand I. führte. Diese und das Kloster bestanden jedoch in den folgenden Jahren nicht mehr lange, da die Äbtissin im Jahr 1574 vertrieben wurde, womit es quasi säkularisiert war. Im Jahr 1576 ordnete Graf Ernst an, eine sog. ehrbar christliche Zuchtschule im Kloster zu errichten. Teile des Klosters beherbergten zudem von 1540 bis 1587 eine katholische Mädchenschule. Auch andere Schulversuche, etwa eine Knabenschule, währten nur kurzzeitig. Bereits im Jahr 1581 wurde das Kloster an Otto von Plotho verkauft, der die Schulnutzungen zügig beendete, aber die Einkünfte dieser weiter beanspruchen wollte.
Nach der Säkularisierung verfiel das Kloster und wurde nach und nach von der heutigen Stadt überformt. Die Familie Plotho blieb bis 1738 im Besitz des Klosteramtes, dann erwarb es König Friedrich Wilhelm I. und vereinte es mit dem Steub’schen Rittergut zum Amt Gerbstedt, welches er seinem Sohn Prinz August Ferdinand von Preußen überließ. Das Schiff der Klosterkirche stürzte schon am 12. Februar 1658 ein, der Südturm am 2. Dezember 1805. Daraufhin wurde die Kirche abgetragen und aus den Trümmern die Bürgerschule erbaut. Erhalten haben sich nur einzelne Bauelemente als Spolien: Im Gelände des einstigen Klosters steht heute u. a. ein Schulgebäude (Schulstraße 7) mit eingemauertem romanischen Kämpfer mit Stern- und Rankendekor sowie ein jüngerer Glockenturm von 1827/1828, dessen Unterbau noch vom romanischen Kloster stammt. Das Wohnhaus der Nonnen (Klosterplatz 12–16) weist zudem noch romanische Keller auf. Im Klosterkeller war auch ein Grabstein-Oberteil erhalten, welches eine Nonne oder Äbtissin abbildete. Andere Fundstücke aus den Ruinen kamen später nach Halle (Saale) ins Museum.
Im Jahr 1910 wurde das Amt Gerbstedt durch die Familie von Neumann erworben und kam dann durch Heirat an die Grafen von der Schulenburg, deren Eigentum 1945 enteignet wurde.
Die heute ebenfalls dem heiligen Johannis Baptista geweihte Stadtkirche von Gerbstedt unweit des alten Klostergeländes ist deutlich jünger als das damalige Kloster und war ursprünglich dem heiligen Stephan geweiht. Vermutlich ging das Patrozinium der Klosterkirche auf sie über.

## Kapellen
Bereits im Jahr 1168 wurde mit dem Bau einer Rundkapelle begonnen, die 1177 eingeweiht wurde. Ihr genauer Standort ist nicht bekannt. Erstmals erwähnt wurde diese capella sancte Marie in claustro nostro erstmals im Jahr 1195. Auch die Wallfahrtskapelle am Welfesholz gehörte zum Kloster Gerbstedt und wurden bei den Ablässen stets ausdrücklich mit erwähnt. Die Rundkapelle wurde früher fälschlich mit Karl dem Großen in Verbindung gebracht, da man auf ihrer Glocke Hilf Sanct Anna Leib DCCCXCV las. Dies entpuppte sich aber als Fehllesung und richtig muss es Hilf Sanct Anna Selb Dritt XCV heißen. Demnach war sie aus dem Jahr 1495.

## Glocken
Die Klosterkirche besaß mindestens fünf Glocken, die der Superintendent Mösche (18. Jahrhundert) beschrieb.
1. Nordturm: größte Glocke – im Jahr 1732 durch Umgießung der Vorgänger-Glocke durch Peter Becker in Halle entstanden
2. Nordturm: kleinere Glocke (MCCCCXXX) – besaß am oberen Rand Buchstaben einer alten Mönchsschrift, die nicht zu entziffern waren – zudem war sie von münzenförmigen Bildnissen (Christus am Kreuz, Adam und Eva, Ritter mit Schwert, Marienbildnisse) umgeben
3. Nordturm: kleine Glocke ohne Inschriften („uralt“)
4. Südturm: Hilf heilige Mutter sancta Anna salbdrit. Verbum domni in aeternum mnt. Anno Domini MCCCCCIV. Hilf Maria bndct. + Namen der vier Evangelisten – Bildnisse vom Papst mit Schlüssel, Kardinäle, Begräbnis Christi
5. Südturm: kleinere Glock mit identischer Inschrift wie die andere Glocke, aber nur mit einem Heiligenbildnis

## Nachwirkung

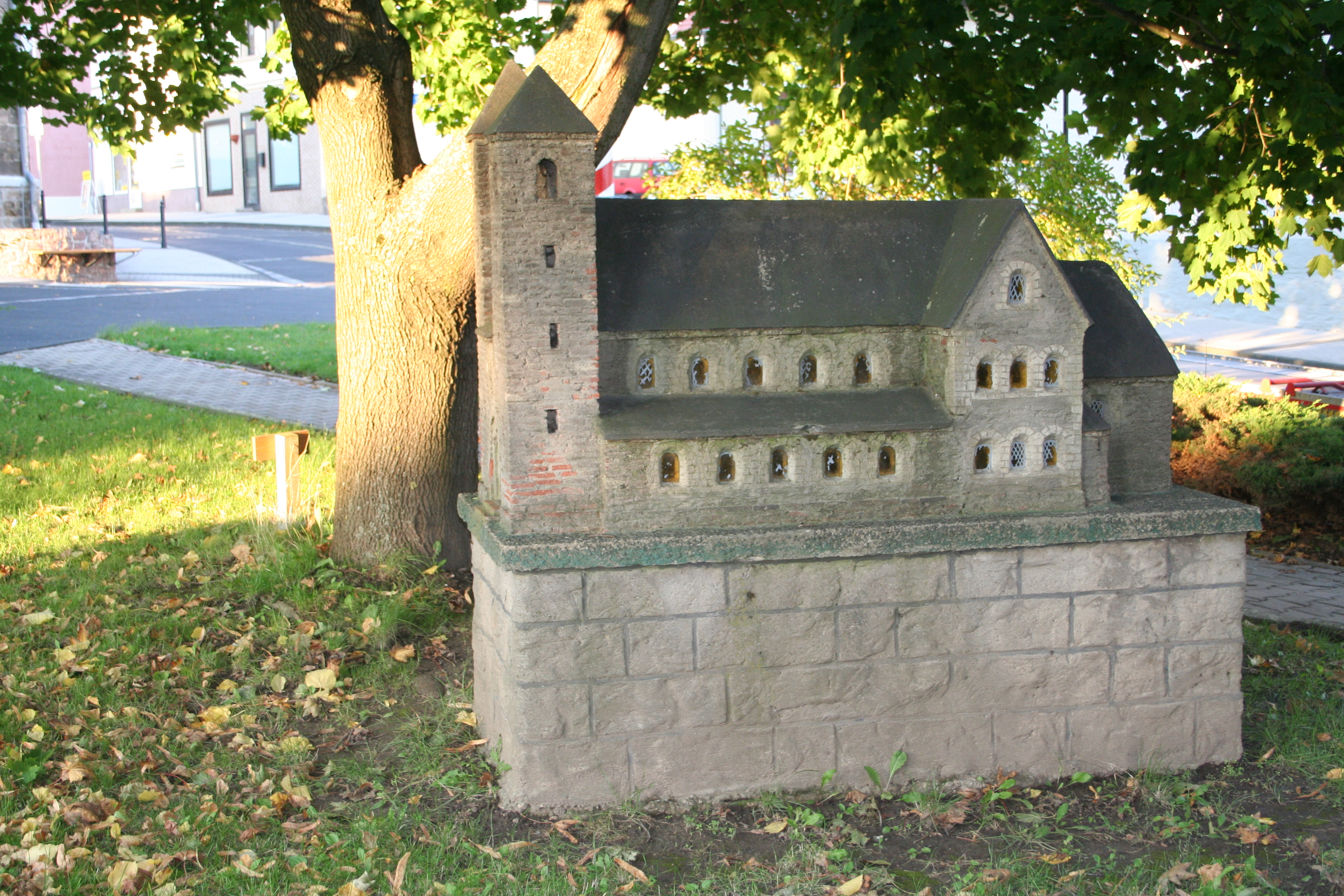
Modell der Klosterkirche auf dem Schillerplatz in Gerbstedt

Dem Kloster wurden mehrfach unbewiesene Vergehen nachgesagt. So behauptet Beck (Luthertumb vor Luthero, Frankfurt 1658), man habe im ehemaligen Klosterweiher 300 Kinderköpfe gefunden, womit man den Nonnen ein unkeusches Leben unterstellen wollte. Auch wurde fälschlich behauptet, die letzte Äbtissin sei des Klosters verwiesen worden, weil sie versucht habe, den evangelischen Pastor zu ermorden.
Ein Modell des Klosters steht auf dem Schillerplatz, ein weiteres im Bürgerhaus, wo auch andere Klosterrelikte ausgestellt sind. Der Flügelaltar des Klosters aus dem Jahr 1440 wurde in die Stadtkirche gebracht, wo er im 17. Jahrhundert in einen neuen Altar integriert wurde. Einige der Funde aus den Ruinen, darunter ein Basilisk, die im Landesmuseum für Vorgeschichte (Halle) aufbewahrt werden, wurden im Juni 2020 der Öffentlichkeit präsentiert. Sie sollen restauriert werden und dann in einer Dauerausstellung zu sehen sein. Auch im Bode-Museum in Berlin befinden sich mehrere Fragmente. Ehemalige, unterirdische Klostergänge wurden wieder sichtbar gemacht. Neben dem Glockenturm steht seit dem Jahr 1999 eine Figurengruppe, die an die Gründung des Klosters erinnert.